# 2013 en Australie
Chronologie de l'Australie
- 2009
- 2010
- 2011
- 2012
- 2013
- 2014
- 2015
- 2016
- 2017

## En exercice
- Monarque – Élisabeth II
- Gouverneur général – Quentin Bryce
- Premiers ministres :
  - Julia Gillard (jusqu'au 26 juin 2013)
  - Kevin Rudd (premier ministre en fonction depuis le 26 juin 2013)
  - Tony  Abbott (premier ministre en fonction depuis le  18 septembre 2013)

## Chronologie

### Janvier 2013
- 1er janvier : L'Australie devient membre non-permanent du Conseil de sécurité des Nations unies[1].

- 4–20 janvier : Vague de chaleur au sud-est de l'Australie résultant en de nombreux feux dans le bush[2] (140 feux). Le 1er janvier a enregistré un record avec une température moyenne nationale de 40,33° degrés. Ce record pulvérise le record l'ancien record qui datait du 21 décembre 1972 (40,17°)[3].

- 26 janvier : à la suite du passage du cyclone Oswald, le Queensland est frappé par des inondations sans précédent, qui font au moins trois morts[4].

- Jeudi 30 janvier 2013 : Julia Gillard, Première ministre, annonce la date de l'élection fédérale pour le 14 septembre, qui élira le 44e parlement d'Australie[5].

### Mars 2013
- 14 mars : Adam Giles (en) (du Parti libéral rural) devient ministre en chef du Territoire du Nord. Il est le premier Aborigène à prendre la tête d'un gouvernement en Australie[6].

- 21 mars : la première ministre Julia Gillard et le Parlement australien présentent les excuses de la nation aux victimes des adoptions forcées entre les années 1930 et 1980 (en), cinq ans après les excuses du gouvernement et du Parlement aux Générations volées aborigènes[7].

### Juin 2013
- 2 juin : Décès de Mandawuy Yunupingu (né le 17 septembre 1956), célèbre chanteur aborigène australien[8].

- 21 juin : Décès de Jeffrey Smart à Arezzo (Italie) du peintre australien (92 ans).

- 26 juin : Après un vote de confiance des députés, et mise en minorité au sein de son parti Julia Gillard démissionne et Kevin Rudd redevient chef du Parti travailliste le 26 juin 2013, et Premier ministre le lendemain, le 27 juin 2013.

### Juillet 2013

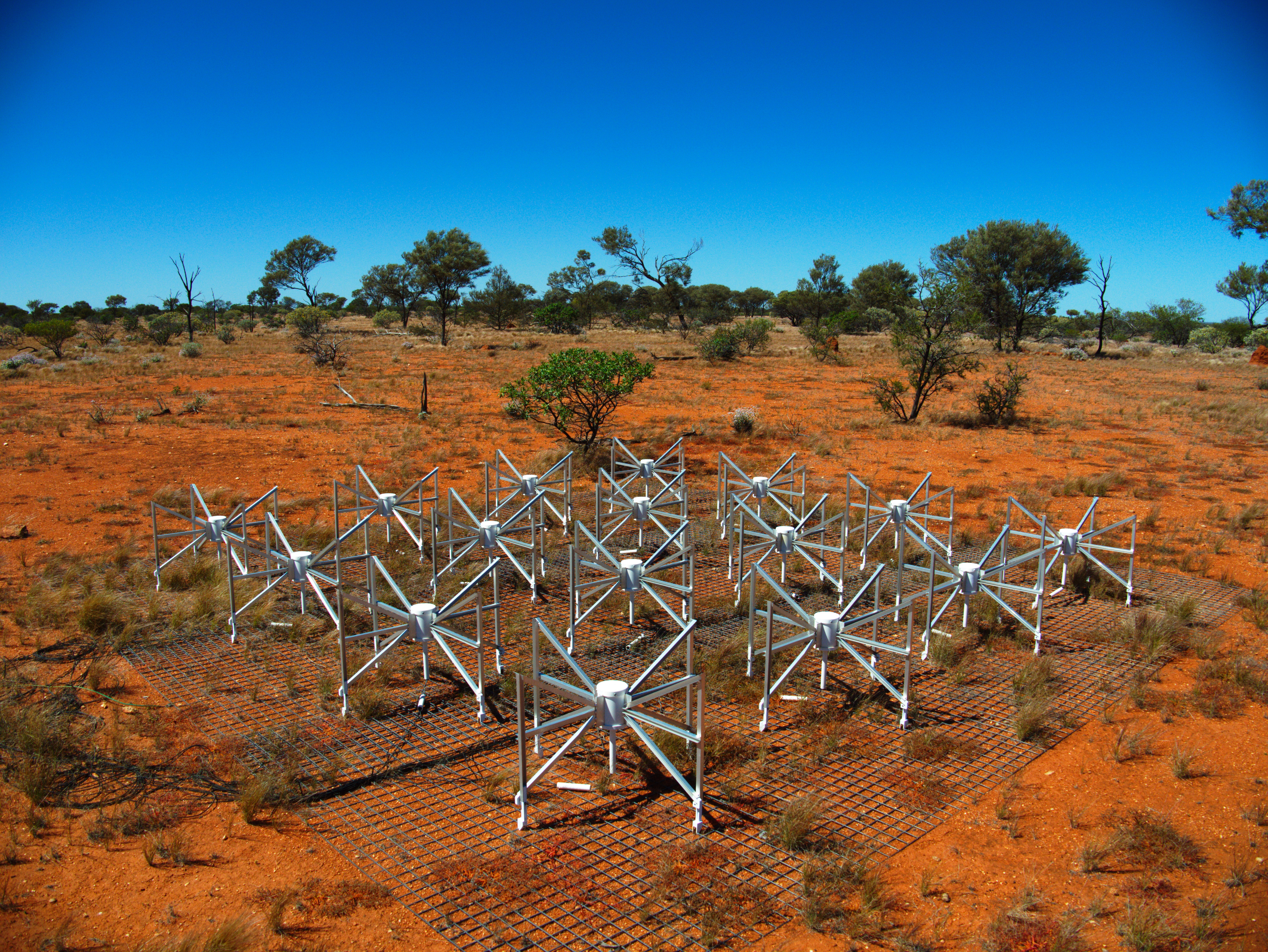
Une des très nombreuses dalles formant le MWA

- 9 juillet : Allumage et mise sous tension officiels[9] du télescope géant le Murchison Widefield Array telescope en Australie-Occidentale[10].
- 23 juillet - Les nouveaux bâtiments du service de renseignements intérieur australien : l’Australian Security Intelligence Organisation (ASIO) sont inaugurés pour un coût de 630 millions de dollars AUD.

### Août 2013
- 3 août : Vie sauvée : Simon Kruger, un petit garçon de sept ans, est porté disparu dans la brousse après avoir erré loin d'un pique-nique familial, en plein hiver. Il est retrouvé par les chercheurs, le lendemain, et affirme qu'un kangourou l'avait gardé au chaud pendant qu'il dormait sous un arbre[11].
- 26 août : des documents, considérés comme un trésor, en langues autochtones de toute l'Australie sont découverts au sein de la bibliothèque State Library of New South Wales de Nouvelle-Galles du Sud. Les comptes des premiers contacts entre les peuples autochtones et les colons européens sont découverts, documents inédits, déposés dans les sous-sol de l'édifice, et sont peut-être le témoignage et les traces les plus précis de la langue Eora jamais vus[12],[13].

### Septembre 2013
- 7 septembre : Tony Abbott est désigné Premier ministre à la suite des élections fédérales australiennes de 2013 qui voient la victoire de la coalition Libéraux/Nationaux[14].
- 18 septembre : En attente d'investiture, Tony Abbott, est officiellement désigné Premier ministre par le gouverneur général (Quentin Bryce) ; il prête serment, et prend ses fonctions dans la capitale administrative Canberra[15],[16].

### Octobre 2013
- 18 octobre : D'immenses incendies font rage aux alentours de Sydney, ainsi que dans les Montagnes bleues, une chaîne montagneuse à une centaine de kilomètres à l'ouest de la ville, des feux destructeurs, qui font d'énormes dégâts[17]. Ces feux sont attisés par des vents violents et des températures anormalement hautes pour la saison, de 34 degrés[18].
- 22 octobre : Le Territoire de la capitale australienne est devenu le premier territoire australien à légaliser le mariage homosexuel[19],[20].